# 阿部正
阿部 正（あべ ただし、1926年 - 1984年11月23日）は、日本の合気道師範。西洋に拠点を置いて合気道を広めた最初の人物である。甥はニューヨーク合気会の山田嘉光。稽古中も常に笑顔であったため、合気道の開祖「翁先生」植芝盛平からも、弟子たちからも「Happy Aikidoka」と評されていた。

## 人物
阿部は、第二次世界大戦中の1942年に大阪で合気道と出会い、茨城県岩間町に赴いて合気道の開祖である植芝盛平の内弟子となった。法律を学んでいた早稲田大学を1952年に卒業すると、フランスへ渡り、ソルボンヌ大学で法律を学びながら、合気会本部代表六段として合気道を教えた。阿部は、7年間の滞在を経て、帰国した。
フランスへの合気道の紹介は、阿部の渡仏前年に当地を訪問した望月稔が既に行なっていたが、西洋において定期的、継続的に合気道が教授されたのは、川石酒造之助の柔道場で行なわれた阿部の指導が最初であった。滞仏中の阿部は、同様にイギリスで合気道の普及に当たっていた阿部謙四郎（Kenshiro Abbe）を支援するために、数回渡英もした。
帰国した阿部正は、日本を離れている間に合気道が進んだ方向性に公然と憂慮を口にしたとされる。阿部は、合気道が、その根本を忘れた女々しいもの、かつて自分が植芝盛平の下で学んだ武道とは異なるものとなった、と感じていた。合気道を始めた当初から、阿部は合気道の武術としての有効性に意を払っていた。阿部は、合気道についてフランス語で2冊の著作を執筆し、藤平光一が合気会を去って氣の研究会を立ち上げた際には痛烈な批判の手紙を書いた